# 台尔曼诺沃区

博伊基夫斯凱區在頓涅茨克州的位置

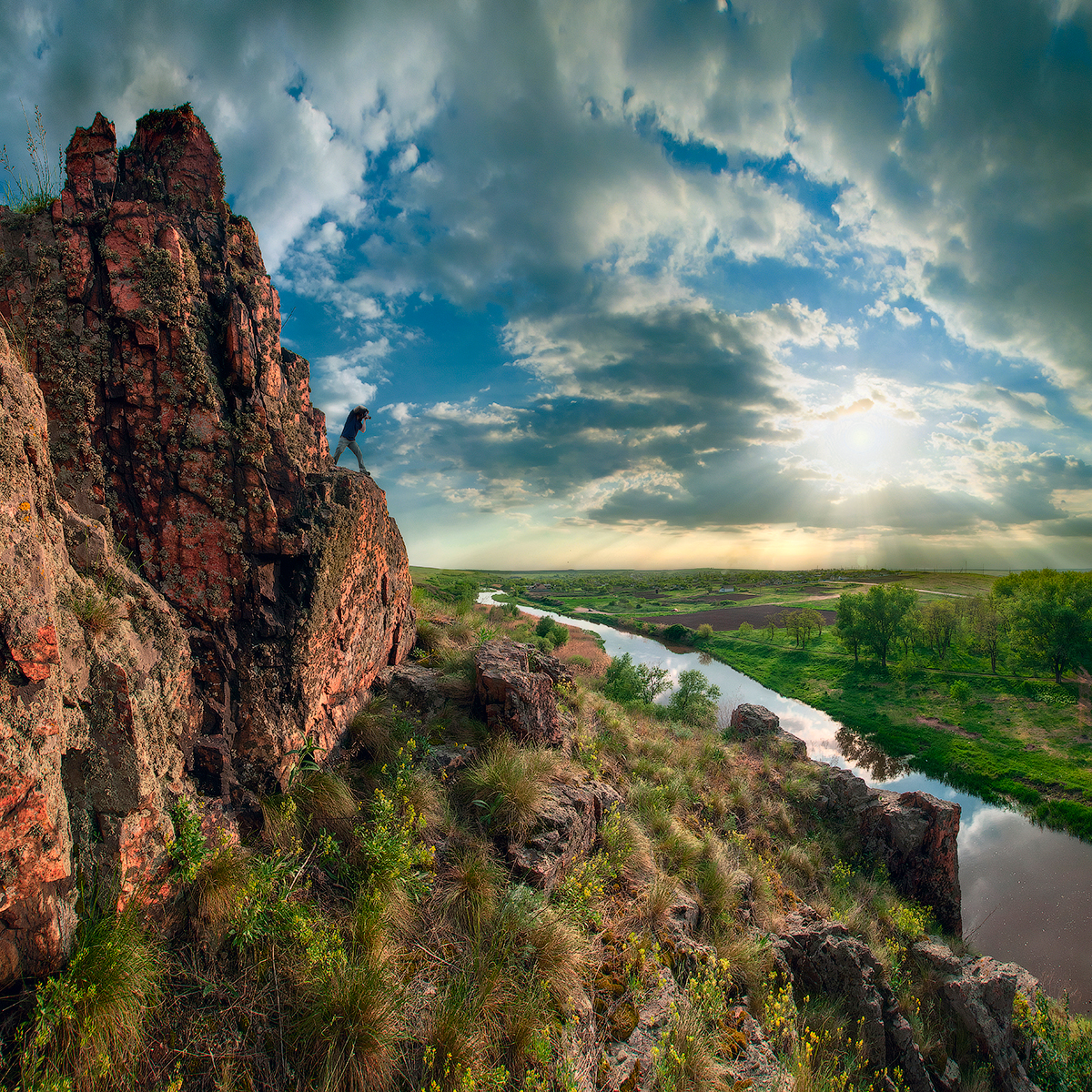

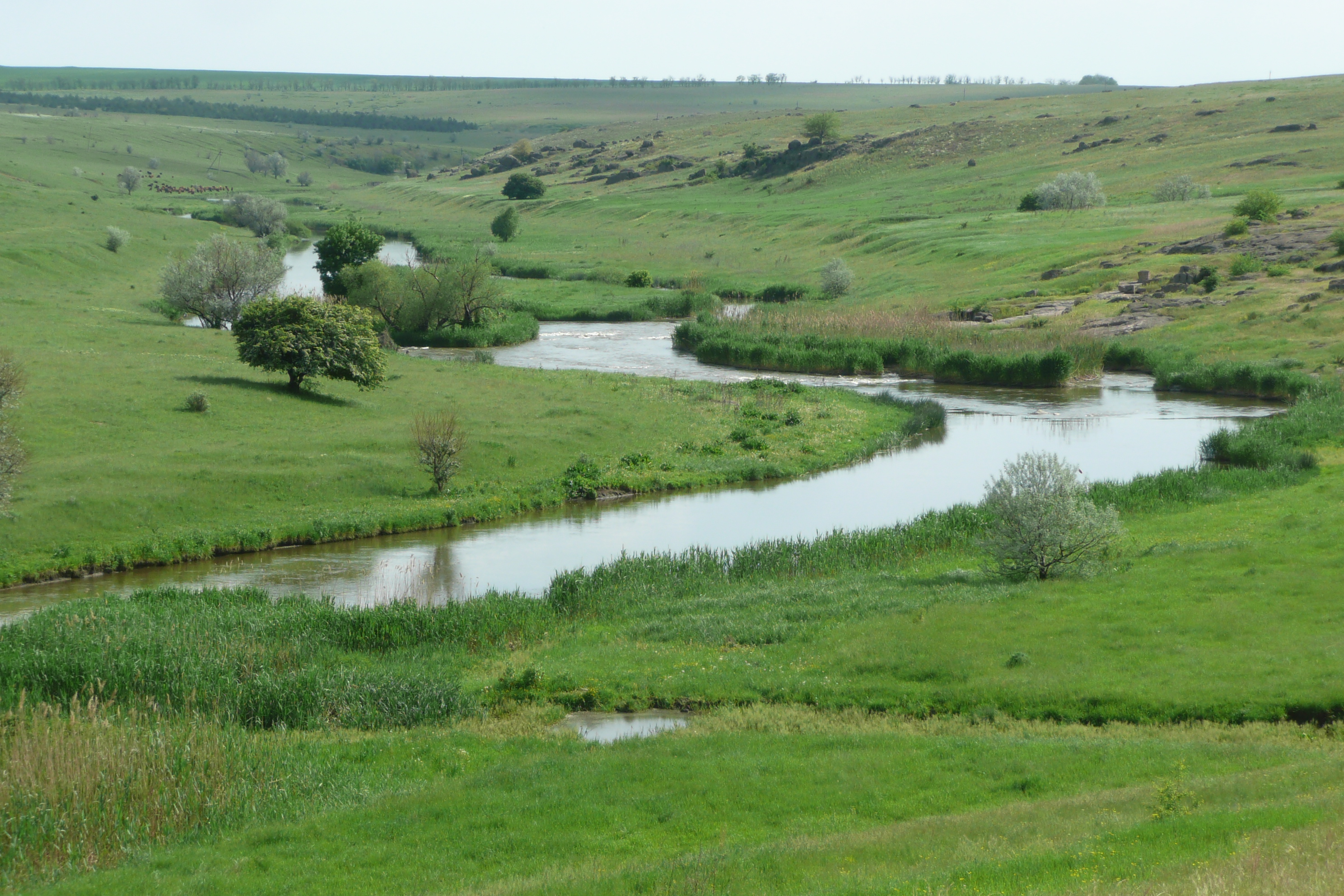

台尔曼诺沃区（俄语：Тельмановский район），乌方称为博伊基夫斯凱區（烏克蘭語：Бойківський район），法理上是烏克蘭東部頓涅茨克州已废除的一個旧區，事实上是俄罗斯顿涅茨克人民共和国下辖的一个区，区府为台尔曼诺沃（乌方称为博伊基夫斯凱），面積813平方公里，2013年人口29,550，人口密度每平方公里36.3人。
该区在2020年7月18日的乌克兰行政区划改革中被撤销，改革后頓涅茨克州下分为8个区，但只有5个区是在乌克兰政府的实际管辖下。而在顿涅茨克人民共和国2023年的行政区划中，该区被保留。

## 下辖定居点
根据顿涅茨克人民共和国2023年的行政区划改革，该区下辖3座市级镇（台尔曼诺沃、安德烈耶夫卡和米尔诺耶）、53个村和4个乡村居民点。